# VW New Beetle
| Sterne im Euro-NCAP-Crashtest |

Der New Beetle (Typ 9C, im deutschsprachigen Raum meist nur Beetle genannt) ist ein Automobil der Marke Volkswagen, dessen Retrodesign an den VW Käfer angelehnt ist und der von Oktober 1997 bis Juli 2010 hergestellt wurde.
Im Herbst 2011 wurde es durch den VW Beetle abgelöst.

## Vom „Concept 1“ zum „New Beetle“

### Das Concept 1

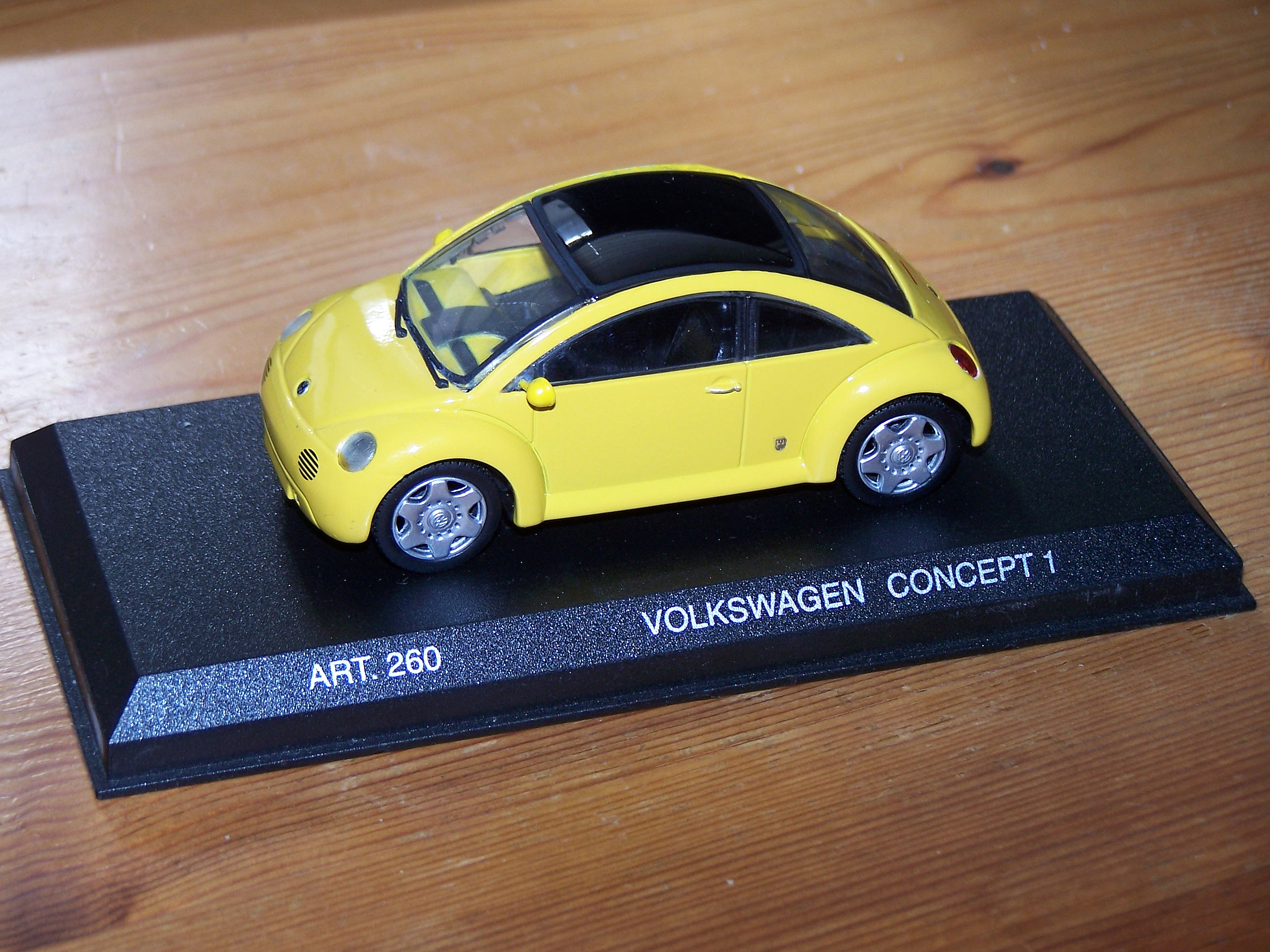
Concept 1 als Modell im Maßstab 1:43

1992 begann bei Volkswagen am 1991 gegründeten American Design Center in Simi Valley, Kalifornien die Arbeit an einem Konzept für ein Fahrzeug, das auf alternativen Antriebssystemen basierte. Ziel war völlige Emissionsfreiheit. Durch umfangreiche Marktuntersuchungen in den USA wurde festgestellt, dass bei der Bevölkerung in Nordamerika der Käfer am meisten mit der Marke Volkswagen verbunden wurde.
Die Designer Freeman Thomas und J Mays entwarfen die Designstudie „VW Concept 1“ als moderne Interpretation des VW Käfer. 1994 wurde der Concept 1 auf der Detroit Motor Show erstmals der Öffentlichkeit vorgestellt. Die Reaktion von Publikum und Fachpresse war überraschend enthusiastisch.
1995 wurde auf dem Genfer Auto-Salon das „VW Concept 1“-Cabrio vorgestellt, was das Publikumsinteresse an dem Fahrzeug noch vergrößerte. Die Reaktionen auf das neue Modell waren so positiv, dass Volkswagen den Forderungen des Publikums nachkam und die Studie weiterentwickelte. In Genf sprach Volkswagen erstmals über eine mögliche Serienproduktion. Ursprünglich vorgesehen war damals die Bodengruppe der zukünftigen Polo-Generation. Erwogen wurden 1995 als Antrieb außer einem 1,9-Liter-Turbodieselmotor (66 kW/90 PS) mit einem 5-Gang-Ecomatic-Getriebe ein 1,4-Liter-Dreizylinder-Turbodieselmotor (50 kW/68 PS) mit einem 18-kW-Elektromotor (Hybrid) und ein 37-kW-Drehstrom-Asynchronmotor von Siemens mit Zweistufenautomatik.
1995 wurde in Japan ein zweiter überarbeiteter Prototyp vorgestellt und offiziell verkündet, dass das Fahrzeug in Serienproduktion gehen soll. Basis für die Serienvariante sollte die A4-Plattform des Golf IV sein.

### New Beetle
Am 5. Januar 1998 wurde der New Beetle auf der Detroit Motor Show offiziell vorgestellt. Damit war Volkswagen einer der ersten Hersteller, die ein Fahrzeug im sogenannten Retrodesign auf den Markt brachten.
Das Design des „New Beetle“, mit den freistehenden Kotflügeln, der runden Form der Fronthaube und den angedeuteten Trittbrettern, ist eine Anspielung auf den VW Käfer. Auch in der Gestaltung des Innenraumes erinnert vieles, wie der Griff über dem Handschuhfach, die Halteschlaufen an der B-Säule, das runde Kombiinstrument, die Gepäcknetze an den Türen und auch die berühmte Blumenvase am Armaturenbrett, an den Käfer. Das Fahrwerk des New Beetles basiert wie der Golf IV, Audi A3 und Škoda Octavia auf der A4-Plattform. Bedingt durch die Konzernplattform war ein Heckmotor nicht möglich. Die einzigen Neuteile an der bestehenden A4-Plattform waren der Kühler samt Lüfter, das Dreispeichenlenkrad und ein modifizierter Tankeinfüllstutzen. Weiterhin mussten die Fahrzeugfedern und die Abgasanlage angepasst werden. Gegenüber dem Concept 1 hat der New Beetle ausgeprägte Stoßstangen, die Blinker wurden aus den Scheinwerfern in die Stoßfänger verlegt, der Durchbruch für das Endrohr der Abgasanlage in der Heckschürze entfiel, die runden Außenspiegel wurden durch längliche ersetzt und die Hupengitter entfielen. Der Verzicht auf den für den VW Käfer so typischen Heckmotor zugunsten eines Frontmotors wurde von Stefan Bratzel, Professor für Automobilwirtschaft, kritisiert.
Der Volkswagen New Beetle wurde im mexikanischen Puebla gefertigt. Im Frühjahr 2003 wurde das New Beetle Cabriolet (Werks-ID: Typ 1Y) vorgestellt. Das Cabrio zeigt ebenfalls viele Parallelen zum VW Käfer Cabriolet, zum Beispiel das geöffnet auf der Karosserie aufliegende Verdeck, das mit einer Persenning vor Verschmutzung geschützt wird.

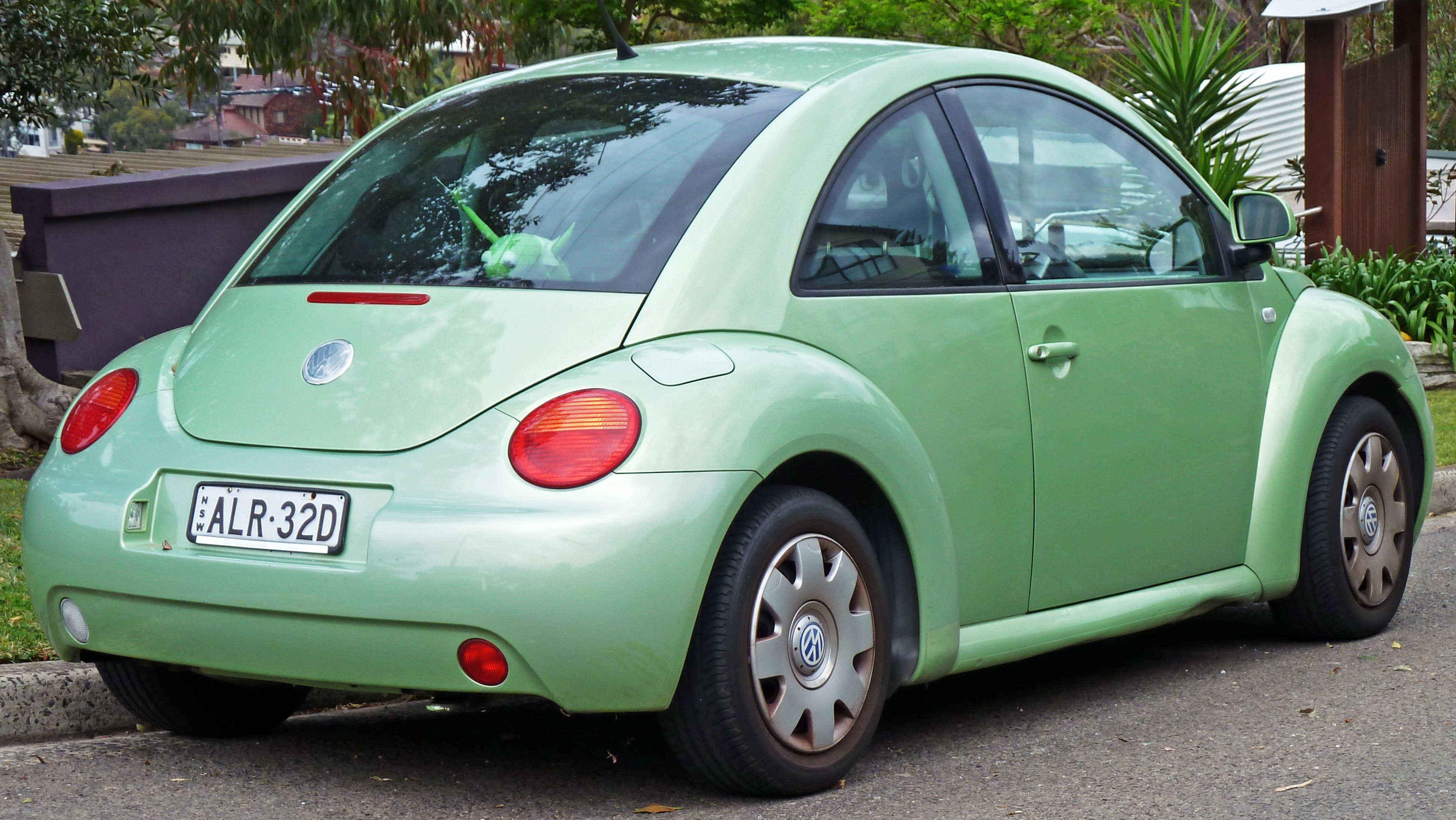
Heckansicht
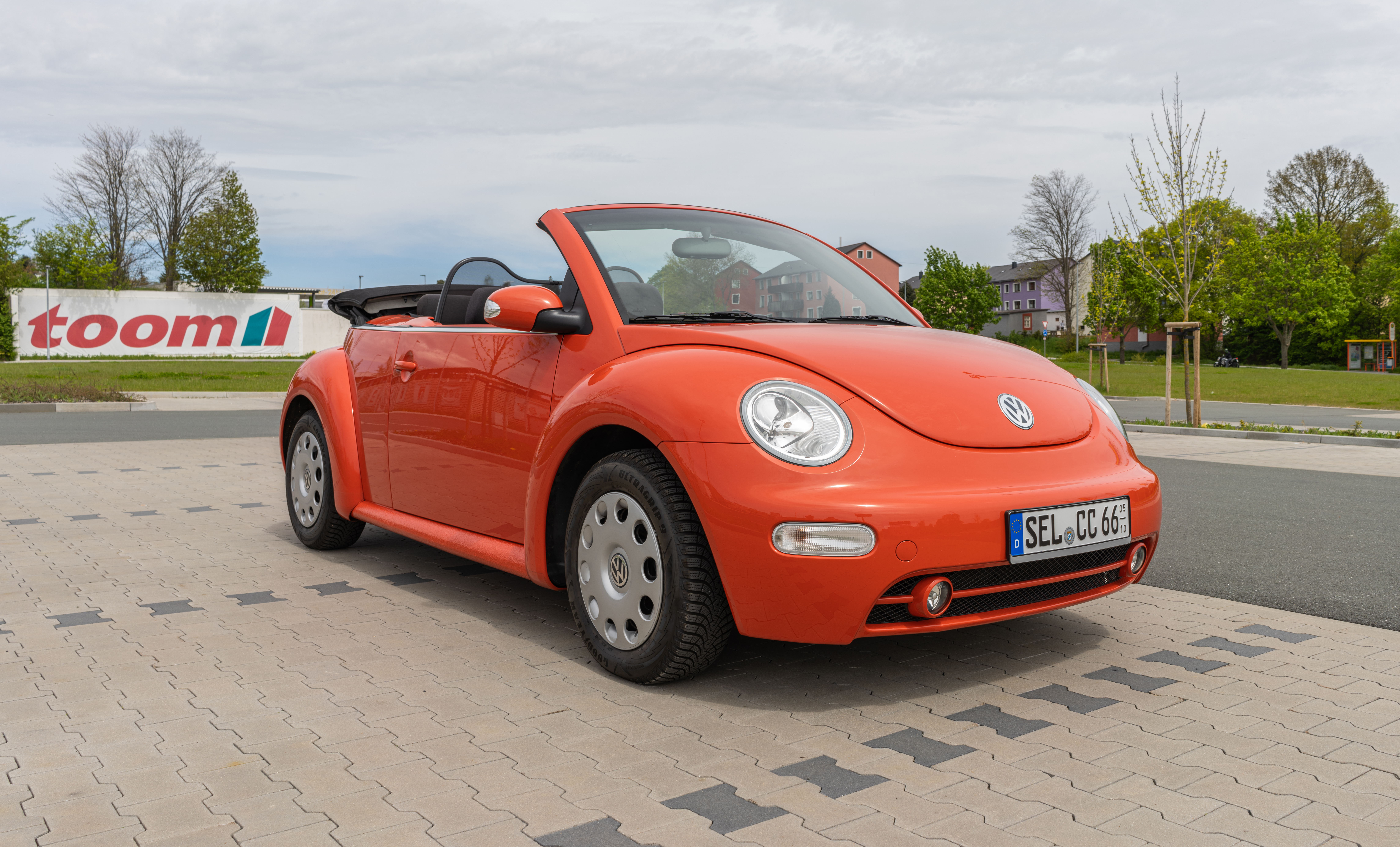
VW New Beetle Cabrio (2003–2005)
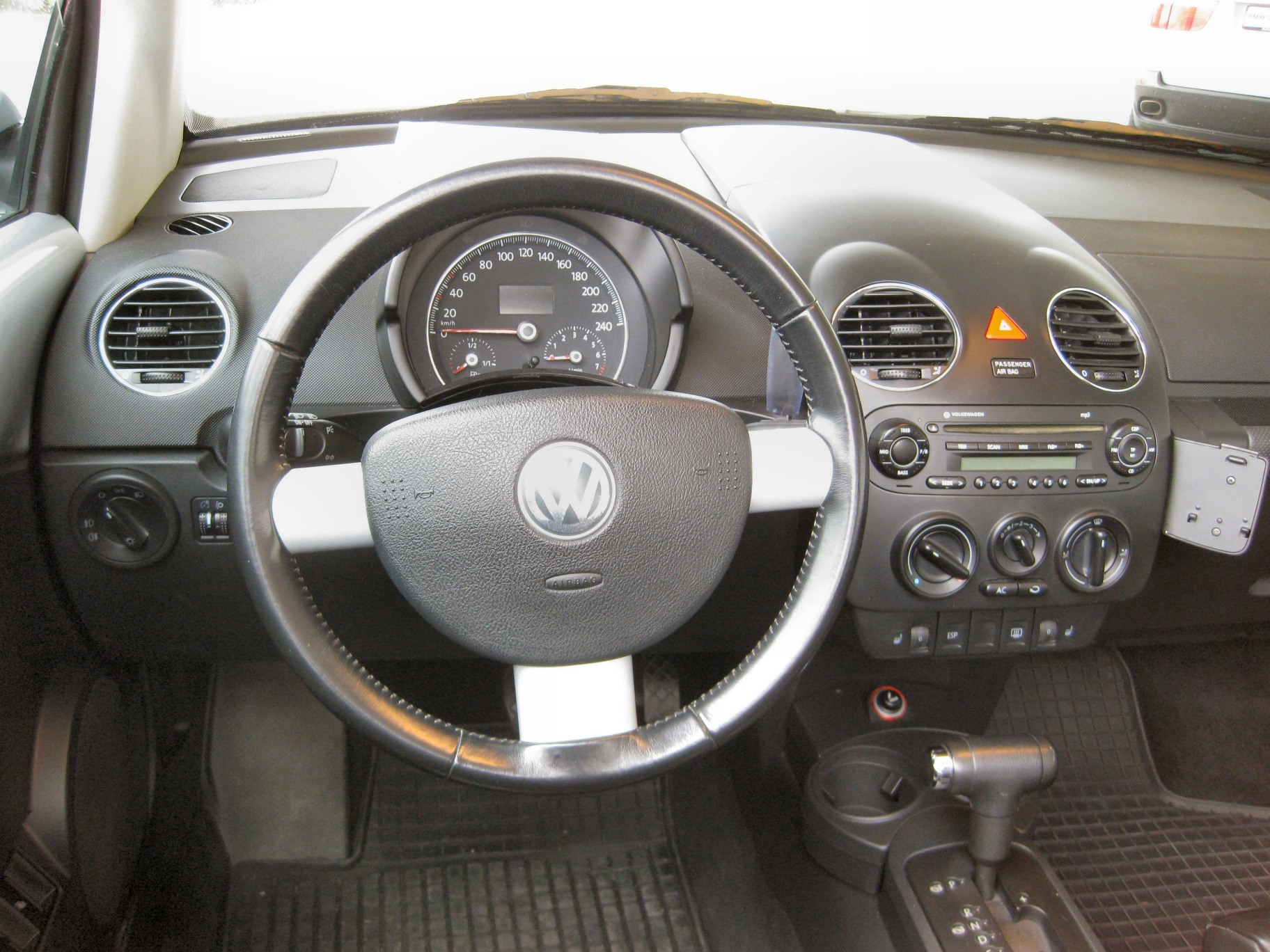
Cockpit
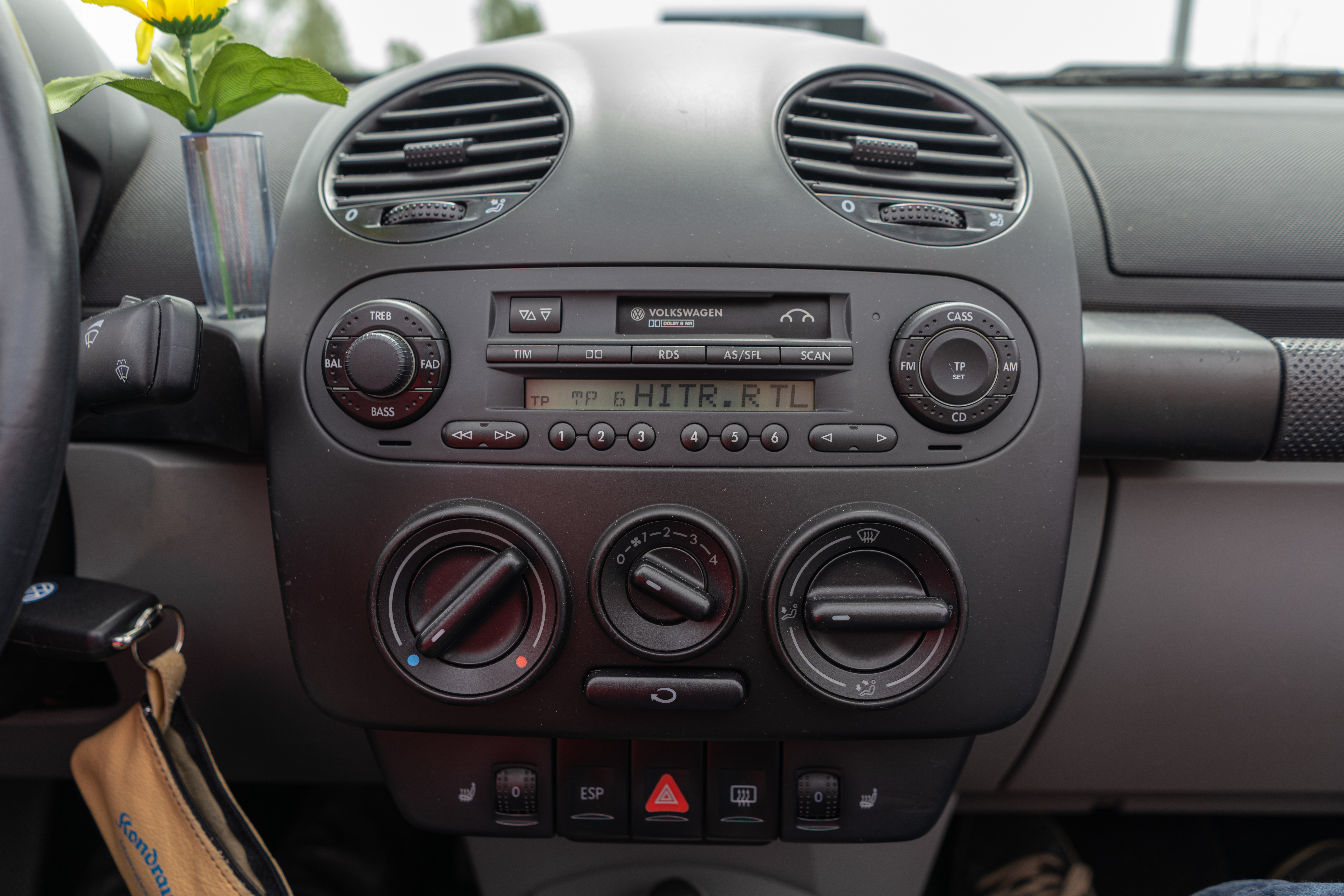
Armaturenbrett

### Modellpflege
Auf der IAA 2005 wurde der modifizierte New Beetle als Limousine und Cabriolet der Öffentlichkeit präsentiert. Zu den Neuerungen gehörten die flacheren Kotflügel und die neu geformten Stoßfänger, während die Klarglas-Scheinwerfer jetzt oval waren. Weitere Merkmale waren die schmaleren vorderen Blinker und die auffälligeren zweifarbig gestalteten Rückleuchten.
Bereits zuvor waren im Rahmen der Modellpflege die kleinen Seitenblinker in die Außenspiegelgehäuse gewandert, die VW-Embleme von Blau-Weiß-Chrom in Grau-Chrom abgeändert, das drehbare Heckemblem gegen ein statisches getauscht sowie auf der Beifahrerseite das Türschloss entfernt worden und die Verriegelung/Entriegelung nun generell mit Funkzentralverriegelung ausgestattet. Beibehalten wurde aber die Golf-IV-Technik bis zum Modellwechsel 2010, obwohl der Golf IV bereits 2003 durch ein Nachfolgemodell (Golf V) mit neuer Plattform abgelöst worden war.

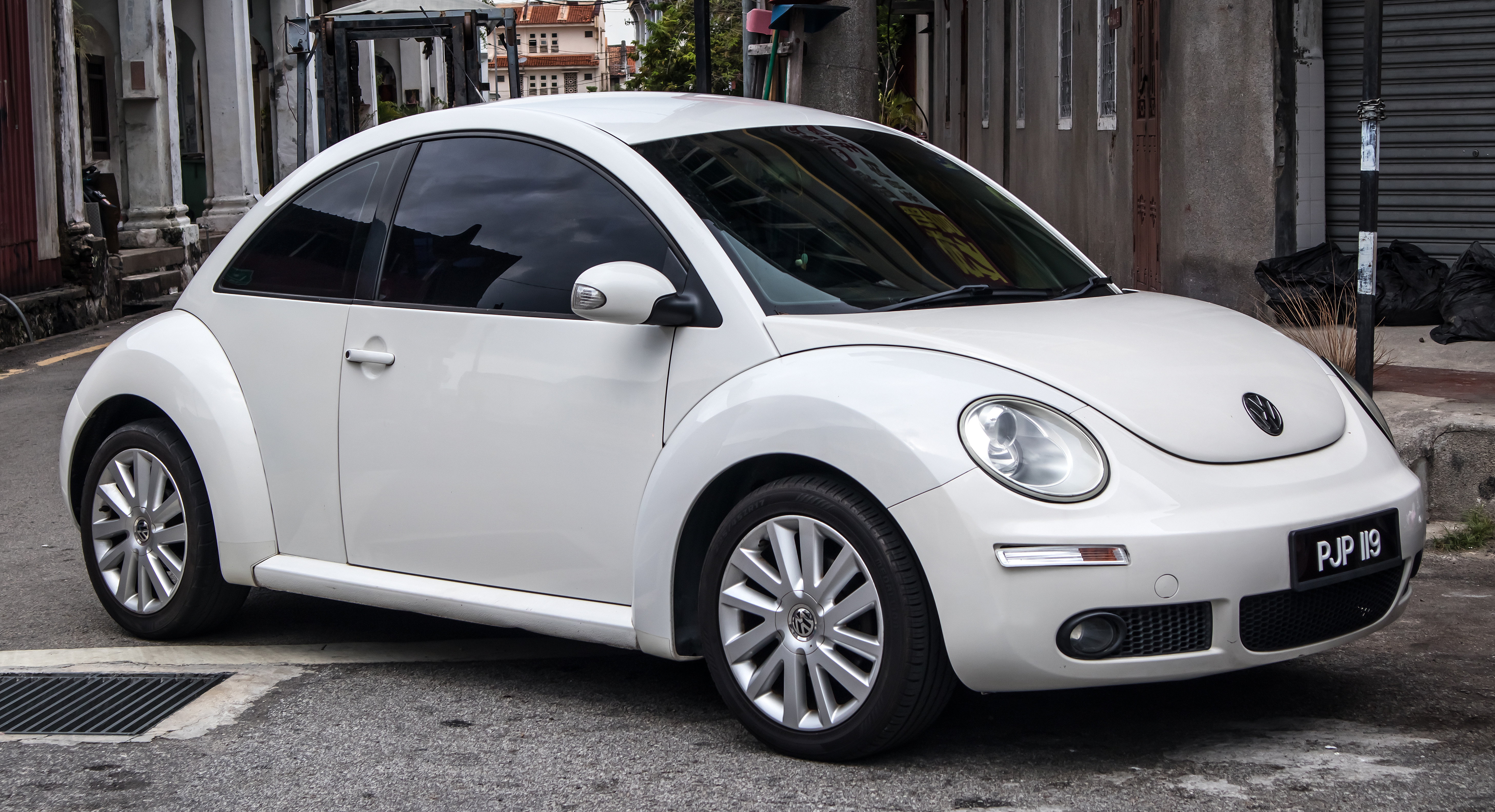
VW New Beetle (2005–2010)
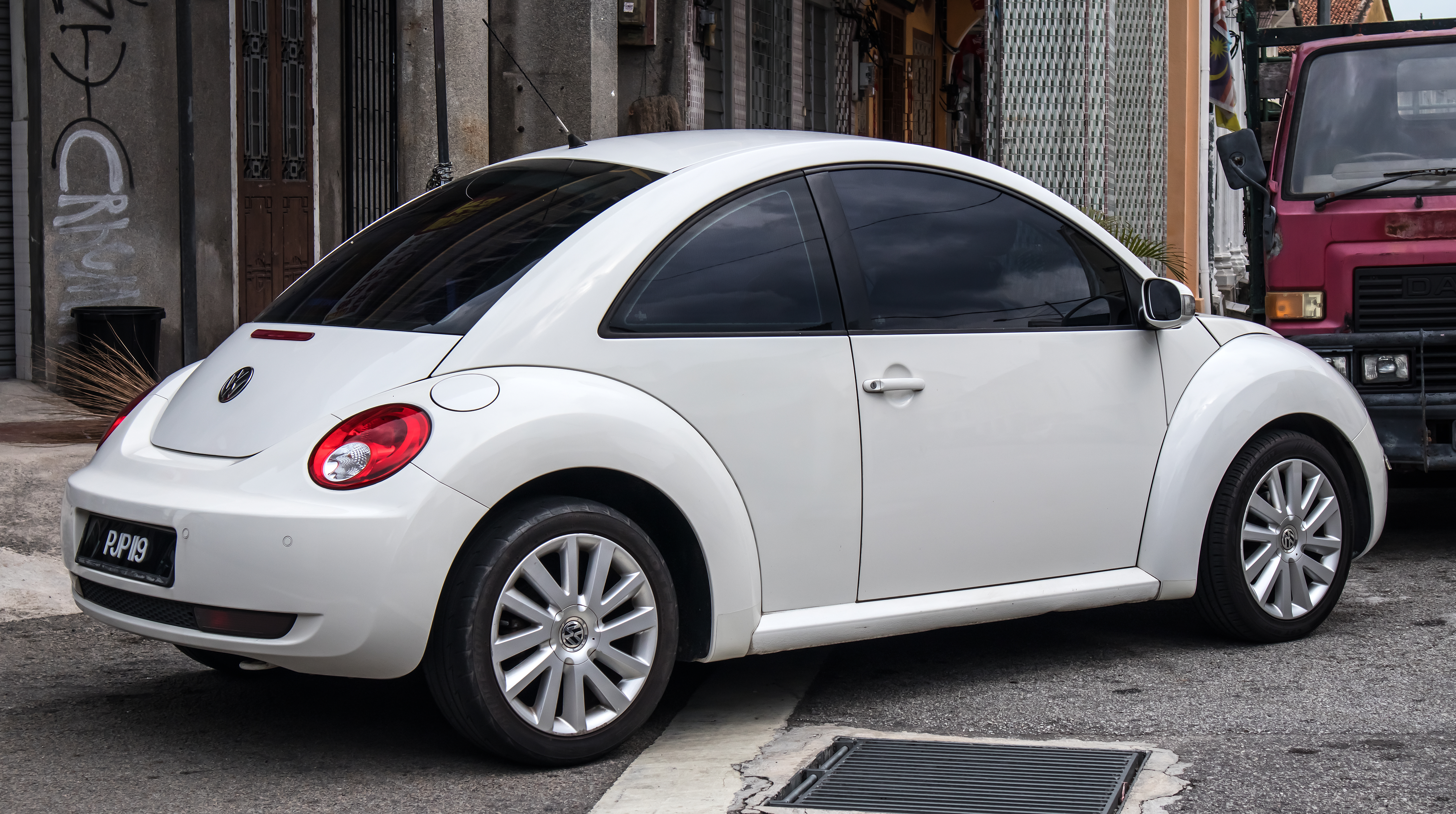
Heckansicht
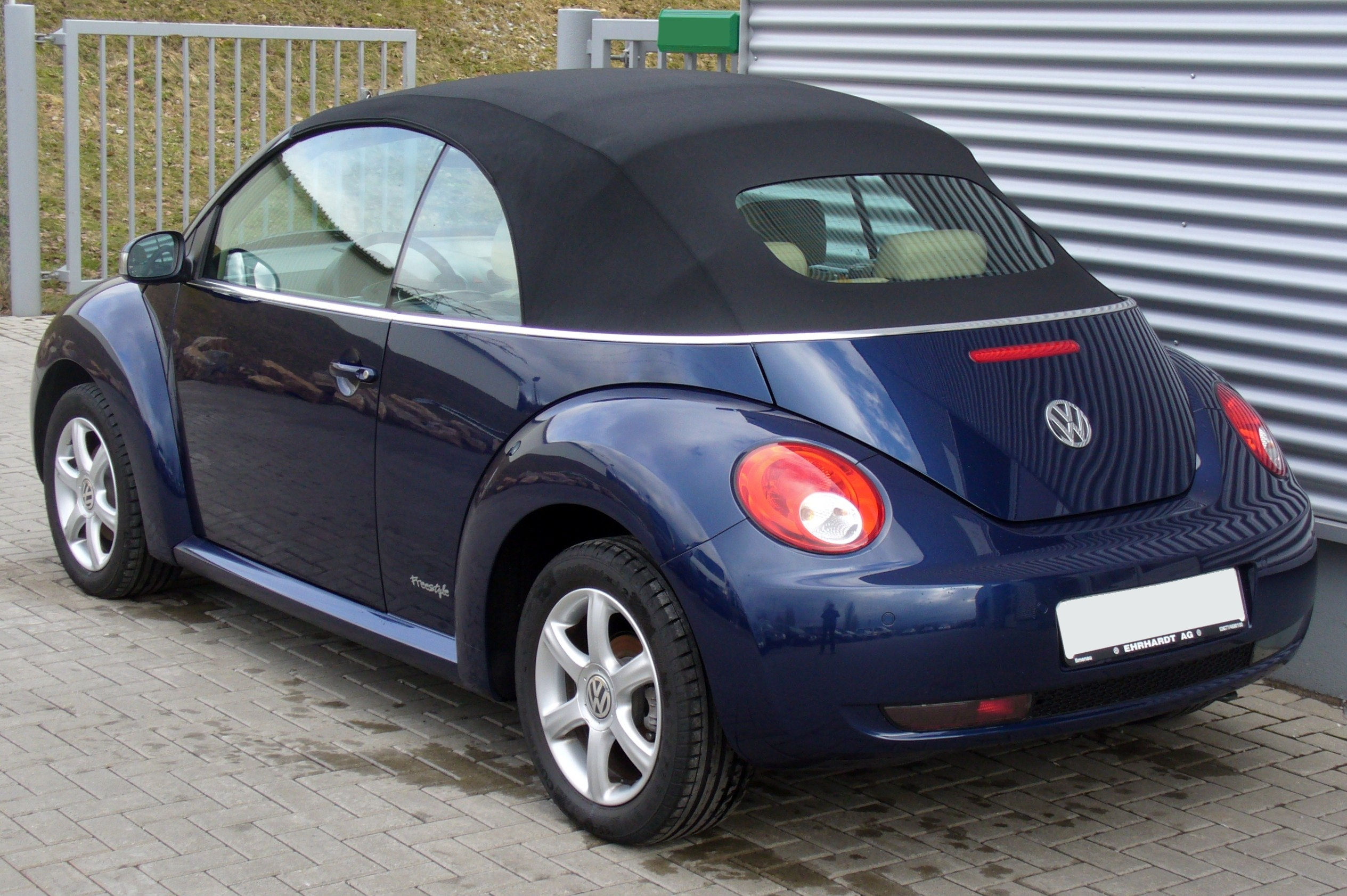
VW New Beetle Cabrio (2005–2010)

## Fahrzeug-Identifizierung
Anhand der Fahrzeug-Identifizierungsnummer, welche sich wie bei den früheren Käfer-Modellen unter der Rücksitzbank befindet, kann man das Bestimmungsland des New Beetles grob feststellen; es sind folgende Fahrzeugklassen unterscheidbar:
- Typ 1C: New Beetle – USA, Mexico, Nord-Amerika-Region (NAR)
- Typ 9C: New Beetle – Europa und Rest der Welt (RDW)
- Typ 1Y: New Beetle Cabrio – USA, Mexico, Europa, Nord-Amerika-Region (NAR) und Rest der Welt (RDW)

## Technische Daten
| Element                       | Daten                                                                                    |
| ----------------------------- | ---------------------------------------------------------------------------------------- |
| Spurweite (vorn/hinten)       | 1508 mm/1494 mm                                                                          |
| Wendekreis                    | 10,9 m                                                                                   |
| Getriebe                      | 5-Gang-Schaltgetriebe (02J) 4-Stufen-Automatikgetriebe (01M)                             |
| Bremsanlage                   | Scheibenbremsen vorn (innenbelüftet) 280 mm × 22 mm Scheibenbremsen hinten 232 mm × 9 mm |
| Kofferraumvolumen (min./max.) | 209 l/527 l                                                                              |
| cw-Wert                       | 0,38 (Käfer: 0,48)                                                                       |
| Kraftstoffverbrauch           | 7,1 Liter/100 km                                                                         |

## Rennfahrzeug „New Beetle Cup“

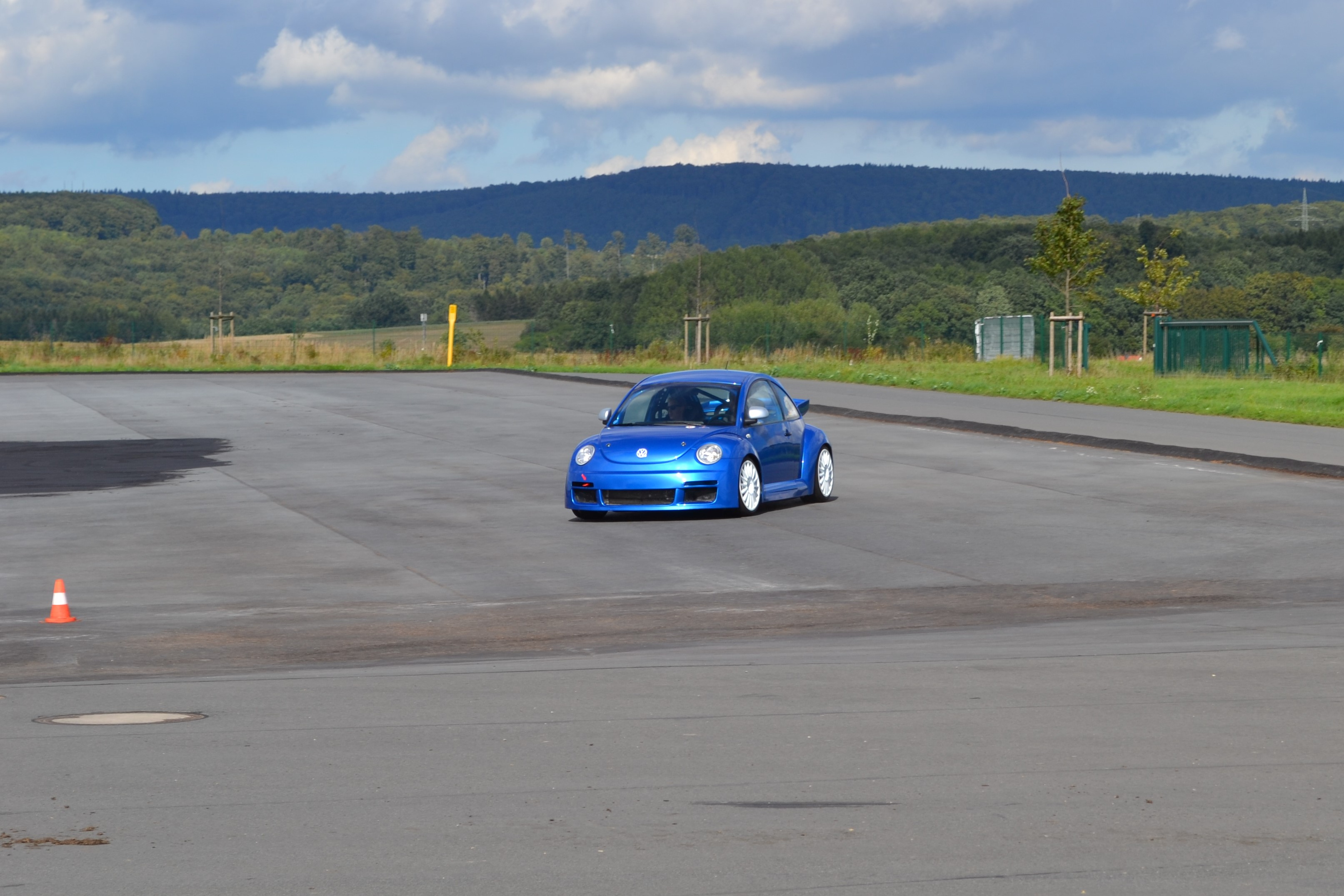
New Beetle Cup 2002

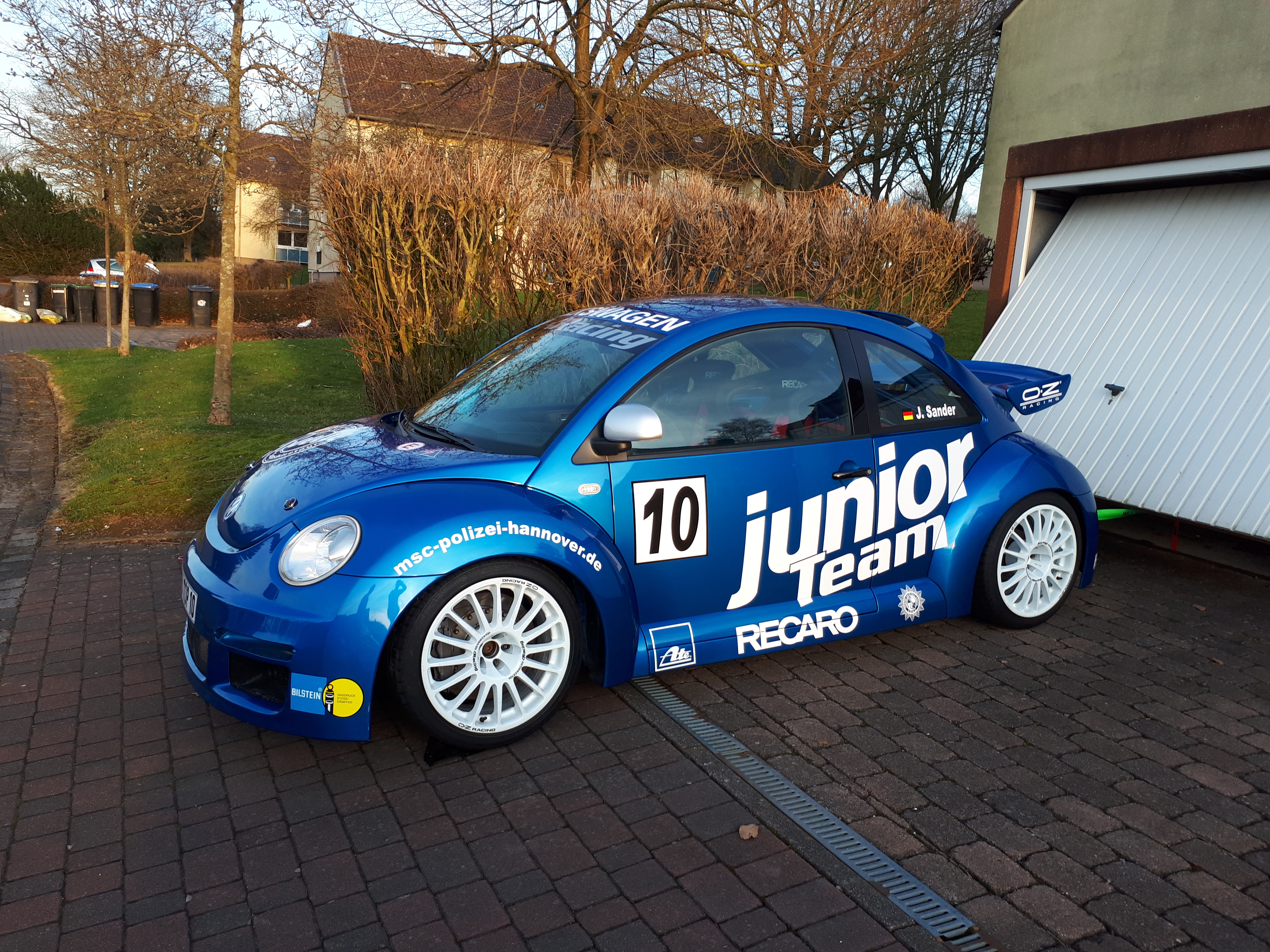
New Beetle Cup junior Team

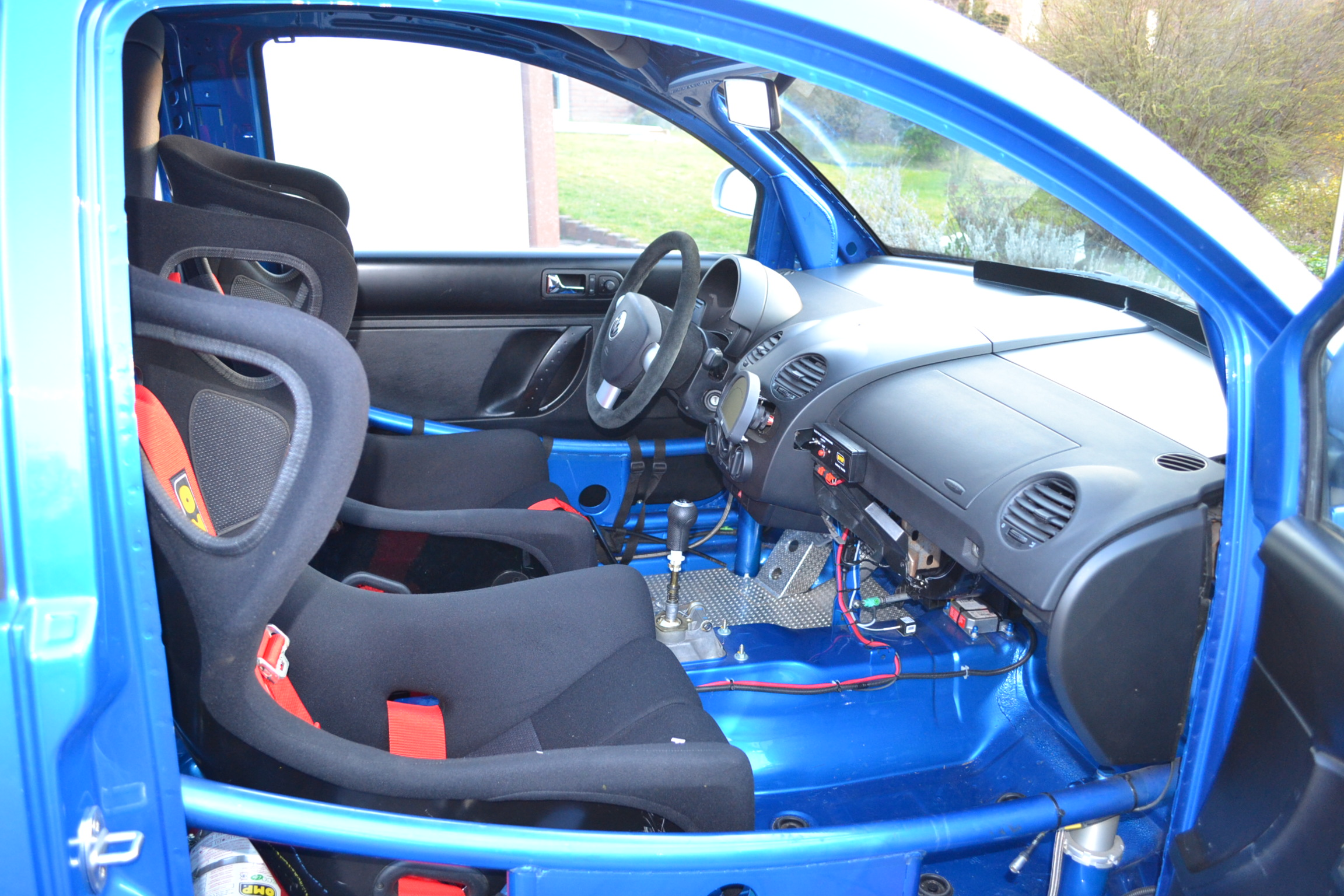
Innenraum

Im Jahre 1999 wurden von VW Motorsport insgesamt 40 Fahrzeuge des Typs New Beetle für Volkswagens geplanten „New Beetle Cup“ umgebaut. Als Basis diente eine originale New-Beetle-Rohkarosserie, die von Heggemann verstärkt und mit einer Sicherheitszelle nachgerüstet wurde. Als Antrieb wurde ein 2,8-l-VR6-24V-Motor mit geändertem Kennfeld eingesetzt. Der Motor leistete 150 kW (204 PS) und gab maximal 270 Nm Drehmoment ab. Die Maße der Cup-Fahrzeuge sind (L × B × H) 4081 mm × 1804 mm × 1450 mm.
- Getriebe: 6-Gang-Sportgetriebe, geradeverzahnt, Frontantrieb
- Kupplung: Serienkupplung
- Fahrwerk: Bilstein-H&R-Sportfahrwerk, höhenverstellbar, Uniball an der Vorderachse
- Bremsanlage: ATE-Renn-ABS vorn: 4-Kolben-Festsattel Alcon, innenbelüftete mehrteilige ATE Power Disc hinten: Serien-Faustsattel, Pagid-Rennbremsbeläge, unbelüftete ATE Power Disc
- Räder: OZ / 9×18 ET 11
- Reifen: 235/625-18 (Slick + Regen)
- Sicherheitseinrichtungen: Airbag, Sicherheitszelle, Vollschalensitz, Feuerlöschanlage, 6-Punkt-Sicherheitsgurt, Fensternetz, Renn-ABS, Seitenaufprallschutz, Sicherheitstankblase im Inneren des originalen Kraftstoffbehälters
- Instrumentierung: Motorsport-Kombi-Instrument (Magneti Marelli), Data Recording
- Pneumatische Hebeanlage mit vier Luftdruckzylindern und Rückschlagventil hinter der Beifahrertür

Änderungen ab 2002: Es wurde eine Messtechnik für genaue Motordaten wie Drehzahl, Temperaturen und verschiedene Drücke eingeführt. Die Technik kann zusätzlich auch Fahrdaten, wie beispielsweise Geschwindigkeit und Bremsdruck, auslesen. Von der verbesserten Kühlung und dem neuen Motorsteuergerät verspricht man sich zudem eine Mehrleistung.
Einer der bekanntesten Piloten war Smudo.

## Sondermodell New Beetle „RSi“

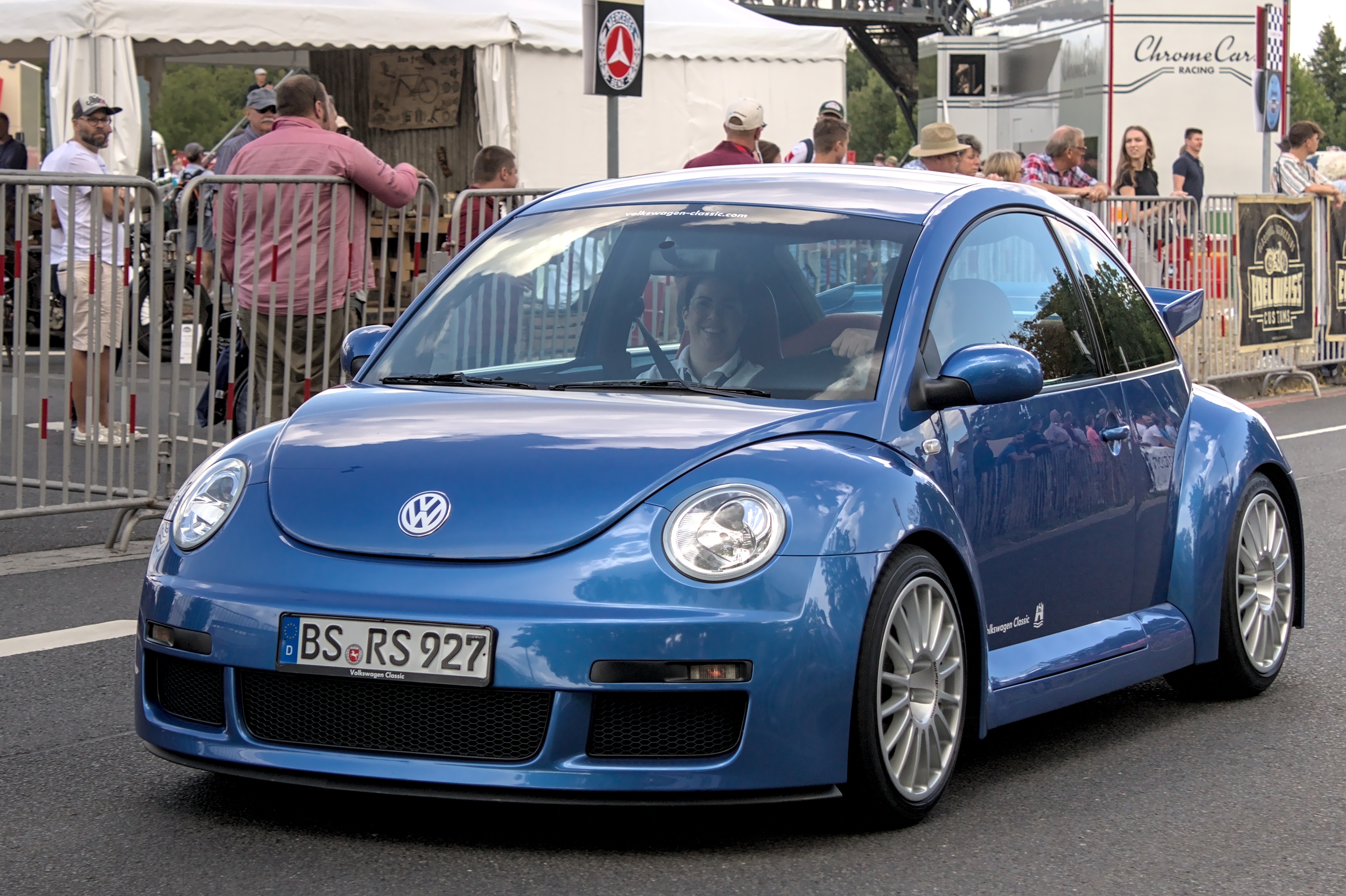
New Beetle „RSi“

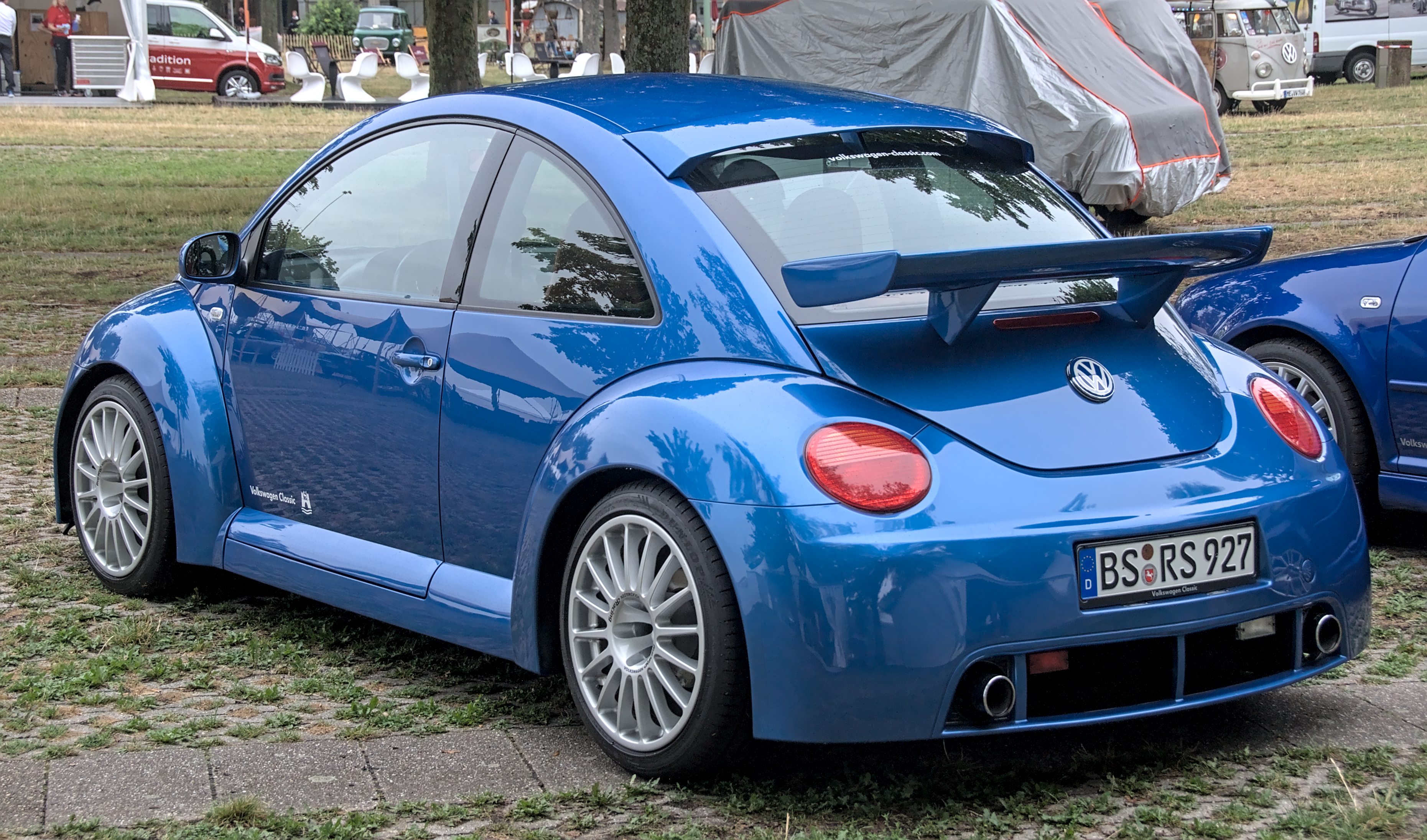
Heckansicht

Im Jahr 2001 brachte Volkswagen die stärkste Serienversion des New Beetle, den „RSi“ (RennSport injection), auf den Markt. Der Motor basiert auf einem 2,8-l-VR6-Motor mit Vierventiltechnik, dessen Hubraum auf 3,2 l erhöht wurde und 165 kW (224 PS) leistet. Das Modell war auf 250 Einheiten limitiert und wurde äußerlich dem VW New Beetle Cup nachempfunden.
Die Maße der New Beetle RSi unterscheiden sich geringfügig von denen des New Beetle. Die Karosserie ist 86 mm breiter, 19 mm länger und die Spurweiten wurden vorn um 45 mm und hinten um 59 mm vergrößert.
Die RSi-spezifischen Ausstattungen sind:
- Schalttafeleinsatz mit zwei großen Rundinstrumenten. Im linken Instrument befinden sich der Drehzahlmesser, die Anzeigen für Kraftstoffvorrat und Kühlmitteltemperatur sowie eine Digitaluhr, im rechten Instrument der Tachometer und der Kilometerzähler mit Service-Intervall-Anzeige. Oben in der Mitte ist eine Schaltpunktanzeige zur Darstellung bestimmter wichtiger Drehzahlbereiche angeordnet.
- An der Stelle der Audioanlage des normalen Beetle sind in der Mittelkonsole Zusatzinstrumente für den Öldruck, die Öltemperatur und ein Voltmeter untergebracht.
- Taster zum Starten des VR6-Motors in der Mittelkonsole neben dem Handbremshebel.
- CD-Audioanlage im Dachhimmel mit getrennter Anordnung von Bedienungseinheit und Steuergerät.
- Beheizbare Heckscheibe mit großflächiger Scheibenantenne.

| Element                     | Daten |
| --------------------------- | --- |
| Länge/Breite/Höhe           | 4148 mm/1810 mm/1475 mm |
| Radstand                    | 2515 mm |
| Spurweite (vorn/hinten)     | 1553 mm/1553 mm |
| Wendekreis                  | 10,9 m |
| Tankvolumen                 | 63 l |
| Getriebe                    | 6-Gang-Schaltgetriebe (02M) 4-MOTION-Allradantrieb mit Haldexkupplungen                                                                                             |
| Bremsanlage (vorn/hinten)   | Scheibenbremsen vorn (innenbelüftet) 312 mm × 25 mm Scheibenbremsen hinten (innenbelüftet) 256 mm × 22 mm Antiblockiersystem mit elektronischem Stabilitätsprogramm |
| Rad und Reifenkombinationen | 235/40 ZR 18 – 9J×18 ET10 (diese Dimension ist nicht für Schneeketten vorgesehen) 205/55 R 16 – 7J×16 ET10 (diese Dimension ist für Schneeketten vorgesehen)        |
| Beschleunigung              | 0 auf 100 km/h in 6,4 Sekunden |
| Gewicht (leer)              | 1515 kg |
| cw-Wert                     | 0,38 (Käfer: 0,48) |

## Sondermodell New Beetle „Sport Edition“

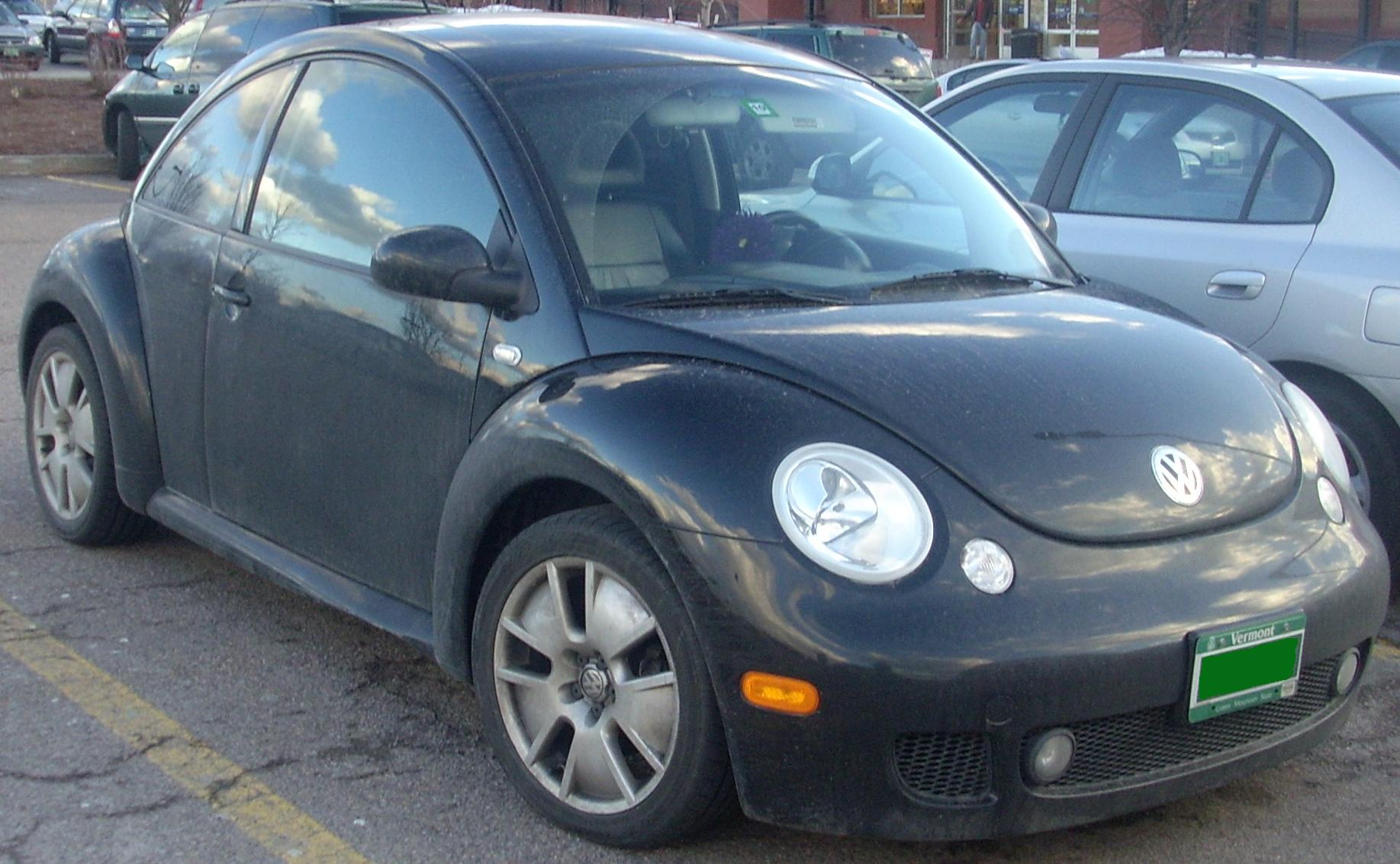
New Beetle „Sport Edition“

Die „Sport Edition“ gab es ab Baujahr 2001 mit einem 1,8-l-Turbomotor und 110 kW (150 PS) sowie als 2,3-l-VR5-Motor mit Vierventiltechnik und 125 kW (170 PS). Der automatisch ausfahrbare Heckspoiler (ab 150 km/h), den es nur bei diesen beiden Motorisierungen gibt, ist auch bei der Sport Edition serienmäßig.
Das Sondermodell „New Beetle Sport Edition“ gab es in folgenden Lackierungen:
- Schwarz (A1)
- Reflexsilber-Metallic (8E)
- Black Magic Perleffekt (Z4; ab 2003)

### Zusätzliche Innenausstattung
- Sport-Ledersitze mit zweifarbigem Bezug und farbigen Nähten (schwarz/kristallgrau)
- Weiße Instrumentenbeleuchtung
- Blumenvase klar mit Alu-Ring
- Brems-, Kupplungs- und Gaspedal mit aufgesetzter Aluminium-Platte
- Fußmatten in Schwarz mit grauer Umrandung
- Handbremshebelgriff in schwarzem Leder mit farbigen Nähten
- Höheneinstellbare Vordersitze
- Lederlenkrad mit Alu-Dekor
- Schalthebelmanschette in schwarzem Leder mit farbigen Nähten
- Tür- und Seitenverkleidung in Teilleder, farblich abgestimmt zur Trimmfarbe
- Lederschaltknauf mit Aluring
- Chrom-Motorhauben- und Kofferraumlift
- Alutürpins

### Zusätzliche Außenausstattung
- Abgasanlage mit Doppelendrohr
- Leichtmetallräder „Delta X“ 17″×7,5J mit 225er-Bereifung
- Stoßfänger vorne mit neuen Blinkleuchten, gelbe Seitenmarkierungsleuchten (SML), neuem Kühlergrill und integrierten Nebelscheinwerfern
- Stoßfänger hinten mit Diffusor und rote Seitenmarkierungsleuchten (SML)

### Zusätzliche Funktions- und Sicherheitsausstattung
- Ablagetaschen an den Rückseiten der Vordersitze
- Einstiegshilfe „Easy Entry“
- Lendenwirbelstütze für Vordersitze
- Vordersitze beheizbar
- Seitenairbag auf Fahrer- und Beifahrerseite
- Bremsanlage des New Beetle „RSi“ (nicht beim 1.8 T)
- Gasdruck-Stoßdämpfer

## Sondermodell New Beetle „Dark Flint“
Anfang 2005 erscheint das erste Cabrio Sondermodell „Dark Flint“. Dieses Sondermodell fällt besonders durch seine kontrastreiche und umfangreiche Ausstattung auf. In der Außenfarbe anthrazit mit einem granatapfelroten hydraulischen Verdeck in Kombination mit einer bordeauxroten Leder-Innenausstattung präsentierte sich dieses Sondermodell. Optisch zur bordeauxroten Innenausstattung passend wurden 17″-Aluminiumräder „Take Five“ mit roten Einsätzen verwendet. Das Modell „Dark Flint“ war auf 250 Fahrzeuge limitiert.
Das New Beetle Cabrio „Dark Flint“ war mit drei Motorisierungen (zwei Ottomotoren und ein Dieselmotor) erhältlich:
- 1,6 l, 75 kW (102 PS), 5-Gang-Getriebe
- 2,0 l, 85 kW (115 PS), 5-Gang-Getriebe oder 6-Stufen-Automatik
- 1,9 l, TDI 74 kW (100 PS), 5-Gang-Getriebe

### Zusätzliche Innenausstattung
- Komfort-Lochledersitze mit bordeauxrotem Bezug und bordeauxfarbenen Nähten
- Schaltknauf, Mittelarmlehne, Handbremshebelgriff und Haltegriff in bordeauxrotem Leder gefasst
- Textil-Fußmatten in schwarz mit bordeauxroter Rändelung
- schwarzes Lederlenkrad mit bordeauxfarbenen Nähten
- Schalthebelmanschette in bordeauxrotem Leder mit farbigen Nähten
- Tür- und Seitenverkleidung in Kunstleder und Nähte in bordeauxrot, farblich abgestimmt zur Trimmfarbe
- Windschott

### Zusätzliche Außenausstattung
- Leichtmetallräder „Take Five“ 17″×7J mit 225er-Bereifung und farbigen Einsätzen
- elektrisch, hydraulisches Textilverdeck in Granatapfelrot
- Persenning in schwarz

### Zusätzliche Funktions- und Sicherheitsausstattung
- Fensterheber vorne und hinten elektrisch
- manuelle Klimaanlage
- Park-Pilot
- Radiosystem „Gamma“ mit CD-Player und zehn Lautsprechern
- Zentralverriegelung mit Funkfernbedienung
- Winterpaket: Nebelscheinwerfer, Vordersitze beheizbar, Scheibenwaschdüse beheizbar
- Einstiegshilfe „Easy Entry“

## Motorenpalette
Der New Beetle wurde bei seiner Markteinführung im März 1998 zunächst mit zwei Motorisierungen des Golf IV angeboten. Neben dem 1,9-l-Dieselmotor mit 66 kW (90 PS) und dem Ottomotor mit 2,0 l Hubraum und 85 kW (116 PS) wurde als Nächstes ein 1,8-Liter-Ottomotor mit Turbolader und einer Leistung von 110 kW (150 PS) eingeführt.
| Modell                                                       | Zylinder/ Ventile  | Hubraum cm³        | Max. Leistung kW (PS) bei min−1 | Max. Drehmoment Nm bei min−1 | Motor- kenn- buchstaben      | Bauzeit- raum      | Variante              |
| Reihenvierzylinder                                           | Reihenvierzylinder | Reihenvierzylinder | Reihenvierzylinder              | Reihenvierzylinder           | Reihenvierzylinder           | Reihenvierzylinder | Reihenvierzylinder    |
| ------------------------------------------------------------ | ------------------ | ------------------ | ------------------------------- | ---------------------------- | ---------------------------- | ------------------ | --------------------- |
| 1.4                                                          | 16                 | 1390               | 55 (75)/5000                    | 126/3800                     | BCA                          | 10.2001–07.2010    | Schrägheck, Cabriolet |
| 1.6                                                          | 8                  | 1595               | 74 (101)/5600                   | 145/3800                     | AWH                          | 11.1999–10.2000    | Schrägheck            |
| 1.6                                                          | 8                  | 1595               | 75 (102)/5600                   | 148/3800                     | AYD/BFS                      | 06.2000–07.2010    | Schrägheck, Cabriolet |
| 1.8T                                                         | 20                 | 1781               | 110 (150)/5700                  | 210/1750–4600                | AGU                          | 01.1998–06.2000    | Schrägheck, Cabriolet |
| 1.8T                                                         | 20                 | 1781               | 110 (150)/5800                  | 220/2000–4200                | APH/AVC/AWC/ AWU/AWV/BKF     | 01.1999–07.2010    | Schrägheck, Cabriolet |
| 1.8T (1)                                                     | 20                 | 1781               | 132 (180)/5500                  | 235/1950–5000                | AWP                          | 06.2002–06.2004    | Schrägheck            |
| 2.0                                                          | 8                  | 1984               | 85 (116)/5400                   | 165/2800                     | AEG                          | 01.1998–10.2001    | Schrägheck            |
| 2.0                                                          | 8                  | 1984               | 85 (116)/5200                   | 170/2400                     | APK/AQY                      | 03.1998–09.2001    | Schrägheck            |
| 2.0                                                          | 8                  | 1984               | 85 (116)/5200                   | 172/3200                     | AZJ/BDC/BEJ/BER/ BEV/BGD/BHP | 11.2001–07.2010    | Schrägheck, Cabriolet |
| Fünfzylinder                                                 |                    |                    |                                 |                              |                              |                    |                       |
| 2.3 V5                                                       | VR5/20             | 2324               | 125 (170)/6200                  | 220/3300                     | AQN                          | 10.2000–05.2005    | Schrägheck            |
| 2.5 (2)                                                      | R5/20              | 2480               | 110 (150)/5000                  | 228/3750                     | BPR/BPS                      | 2006–2010          | Schrägheck            |
| Sechszylinder-VR-Motor                                       |                    |                    |                                 |                              |                              |                    |                       |
| 3.2 (RSI)                                                    | 24                 | 3189               | 165 (224)/6200                  | 320/3000                     | AXJ                          | 10.2000–03.2003    | Schrägheck            |
| (1) Nur in einigen europäischen Ländern (2) Nur im US-Modell |                    |                    |                                 |                              |                              |                    |                       |

| Modell        | Zylinder/ Ventile | Hubraum cm³ | Max. Leistung kW (PS) bei min−1 | Max. Drehmoment Nm bei min−1 | Motor- kenn- buchstaben | Bauzeit- raum   | Variante              |
| ------------- | ----------------- | ----------- | ------------------------------- | ---------------------------- | ----------------------- | --------------- | --------------------- |
| 1.9 TDI (VEP) | R4/8              | 1896        | 66 (90)/4000                    | 210/1900                     | ALH                     | 01.1998–06.2004 | Schrägheck            |
| 1.9 TDI (PD)  | R4/8              | 1896        | 74 (101)/4000                   | 240/1800–2400                | ATD/AXR/BEW             | 10.2000–05.2005 | Schrägheck, Cabriolet |
| 1.9 TDI (PD)  | R4/8              | 1896        | 77 (105)/4000                   | 240/1800–2200                | BSW                     | 05.2005–07.2010 | Schrägheck, Cabriolet |

## Technische Daten
Folgende Motorvarianten waren lieferbar (Angaben in Klammern beziehen sich auf die US-Version des New Beetle):

| VW New Beetle                     | 1.4 (2001–2010) | 1.6 (1999–2000) | 1.6 (2000–2010) | 1.8T (1999–2010) | 2.0 (1998–2001) | 2.0 (2001–2010) | 2.3 V5 (2000–2005) | 3.2 RSI (2000–2003) | 1.9 TDI (1997–2004) | 1.9 TDI (2000–2005) | 1.9 TDI (2005–2010) |
| --------------------------------- | --- | --- | --- | --- | --- | --- | --- | --- | --- | --- | --- |
| Motor                             | 4-Zylinder-Reihenmotor (Viertakt)                                                                                                  | 4-Zylinder-Reihenmotor (Viertakt)                                                                                                  | 4-Zylinder-Reihenmotor (Viertakt)                                                                                                  | 4-Zylinder-Reihenmotor (Viertakt)                                                                                                  | 4-Zylinder-Reihenmotor (Viertakt)                                                                                                  | 4-Zylinder-Reihenmotor (Viertakt)                                                                                                  | 5-Zylinder-VR-Motor (Viertakt) | 6-Zylinder-VR-Motor (Viertakt) | 4-Zylinder-Reihenmotor (Viertakt)                                                                                                  | 4-Zylinder-Reihenmotor (Viertakt)                                                                                                  | 4-Zylinder-Reihenmotor (Viertakt)                                                                                                  |
| Hubraum                           | 1390 cm³ | 1595 cm³ | 1595 cm³ | 1781 cm³ | 1984 cm³ | 1984 cm³ | 2324 cm³ | 3189 cm³ | 1896 cm³ | 1896 cm³ | 1896 cm³ |
| Bohrung × Hub                     | 76,5 mm × 75,6 mm | 81 mm × 77,4 mm | 81 mm × 77,4 mm | 81 mm × 86,4 mm | 82,5 mm × 92,8 mm | 82,5 mm × 92,8 mm | 81 mm × 90,2 mm | 84 mm × 95,9 mm | 79,5 mm × 95,5 mm | 79,5 mm × 95,5 mm | 79,5 mm × 95,5 mm |
| Leistung bei 1/min                | 55 kW (75 PS) bei 5000 | 74 kW (101 PS) bei 5600 | 75 kW (102 PS) bei 5600 | 110 kW (150 PS) bei 5800 | 85 kW (116 PS) bei 5200 | 85 kW (116 PS) bei 5200 | 125 kW (170 PS) bei 6200 | 165 kW (224 PS) bei 6200 | 66 kW (90 PS) bei 4000 | 74 kW (101 PS) bei 4000 | 77 kW (105 PS) bei 4000 |
| Max. Drehmoment bei 1/min         | 126 Nm bei 3300 | 145 Nm bei 3800 | 148 Nm bei 3800 | 220 Nm bei 2000–4200 | 170 Nm bei 2400 | 172 Nm bei 3200 | 220 Nm bei 3300 | 320 Nm bei 3000 | 210 Nm bei 1900 | 240 Nm bei 1800–2400 | 240 Nm bei 1800–2200 |
| Verdichtung                       | 10,5:1 | 10,3:1 | 10,5:1 | 9,5:1 | 10,5:1 | 10,3:1 | 10,8:1 | 10,8:1 | 19,5:1 | 19,0:1 | 19,0:1 |
| Gemischaufbereitung               | Mehrpunktsaugrohreinspritzung | Mehrpunktsaugrohreinspritzung | Mehrpunktsaugrohreinspritzung | Mehrpunktsaugrohreinspritzung + Turbolader und Ladeluftkühler                                                                      | Mehrpunktsaugrohreinspritzung | Mehrpunktsaugrohreinspritzung | Mehrpunktsaugrohreinspritzung | Mehrpunktsaugrohreinspritzung | Direkteinspritzung mit VEP + Turbolader und Ladeluftkühler                                                                         | Pumpe-Düse-System + Turbolader und Ladeluftkühler                                                                                  | Pumpe-Düse-System + Turbolader und Ladeluftkühler                                                                                  |
| Ventilsteuerung                   | DOHC, Zahnriemen | OHC, Zahnriemen | OHC, Zahnriemen | DOHC, Zahnriemen | OHC, Zahnriemen | OHC, Zahnriemen | DOHC, Kette | DOHC, Kette | OHC, Zahnriemen | OHC, Zahnriemen | OHC, Zahnriemen |
| Kühlung                           | Wasserkühlung | Wasserkühlung | Wasserkühlung | Wasserkühlung | Wasserkühlung | Wasserkühlung | Wasserkühlung | Wasserkühlung | Wasserkühlung | Wasserkühlung | Wasserkühlung |
| Getriebe                          | 5-Gang-Getriebe (RSI: 6-Gang-Getriebe) 1.6 102, 1.8T, 2.0 und 1.9 TDI 90 a.W. 4-Stufen-Automatik Frontantrieb (RSI: Allradantrieb) | 5-Gang-Getriebe (RSI: 6-Gang-Getriebe) 1.6 102, 1.8T, 2.0 und 1.9 TDI 90 a.W. 4-Stufen-Automatik Frontantrieb (RSI: Allradantrieb) | 5-Gang-Getriebe (RSI: 6-Gang-Getriebe) 1.6 102, 1.8T, 2.0 und 1.9 TDI 90 a.W. 4-Stufen-Automatik Frontantrieb (RSI: Allradantrieb) | 5-Gang-Getriebe (RSI: 6-Gang-Getriebe) 1.6 102, 1.8T, 2.0 und 1.9 TDI 90 a.W. 4-Stufen-Automatik Frontantrieb (RSI: Allradantrieb) | 5-Gang-Getriebe (RSI: 6-Gang-Getriebe) 1.6 102, 1.8T, 2.0 und 1.9 TDI 90 a.W. 4-Stufen-Automatik Frontantrieb (RSI: Allradantrieb) | 5-Gang-Getriebe (RSI: 6-Gang-Getriebe) 1.6 102, 1.8T, 2.0 und 1.9 TDI 90 a.W. 4-Stufen-Automatik Frontantrieb (RSI: Allradantrieb) | 5-Gang-Getriebe (RSI: 6-Gang-Getriebe) 1.6 102, 1.8T, 2.0 und 1.9 TDI 90 a.W. 4-Stufen-Automatik Frontantrieb (RSI: Allradantrieb) | 5-Gang-Getriebe (RSI: 6-Gang-Getriebe) 1.6 102, 1.8T, 2.0 und 1.9 TDI 90 a.W. 4-Stufen-Automatik Frontantrieb (RSI: Allradantrieb) | 5-Gang-Getriebe (RSI: 6-Gang-Getriebe) 1.6 102, 1.8T, 2.0 und 1.9 TDI 90 a.W. 4-Stufen-Automatik Frontantrieb (RSI: Allradantrieb) | 5-Gang-Getriebe (RSI: 6-Gang-Getriebe) 1.6 102, 1.8T, 2.0 und 1.9 TDI 90 a.W. 4-Stufen-Automatik Frontantrieb (RSI: Allradantrieb) | 5-Gang-Getriebe (RSI: 6-Gang-Getriebe) 1.6 102, 1.8T, 2.0 und 1.9 TDI 90 a.W. 4-Stufen-Automatik Frontantrieb (RSI: Allradantrieb) |
| Radaufhängung vorn                | Federbeine, Dreieckquerlenker, Schraubenfedern                                                                                     | Federbeine, Dreieckquerlenker, Schraubenfedern                                                                                     | Federbeine, Dreieckquerlenker, Schraubenfedern                                                                                     | Federbeine, Dreieckquerlenker, Schraubenfedern                                                                                     | Federbeine, Dreieckquerlenker, Schraubenfedern                                                                                     | Federbeine, Dreieckquerlenker, Schraubenfedern                                                                                     | Federbeine, Dreieckquerlenker, Schraubenfedern                                                                                     | Federbeine, Dreieckquerlenker, Schraubenfedern                                                                                     | Federbeine, Dreieckquerlenker, Schraubenfedern                                                                                     | Federbeine, Dreieckquerlenker, Schraubenfedern                                                                                     | Federbeine, Dreieckquerlenker, Schraubenfedern                                                                                     |
| Radaufhängung hinten              | Verbundlenkerachse, Schraubenfedern                                                                                                | Verbundlenkerachse, Schraubenfedern                                                                                                | Verbundlenkerachse, Schraubenfedern                                                                                                | Verbundlenkerachse, Schraubenfedern                                                                                                | Verbundlenkerachse, Schraubenfedern                                                                                                | Verbundlenkerachse, Schraubenfedern                                                                                                | Verbundlenkerachse, Schraubenfedern                                                                                                | Verbundlenkerachse, Schraubenfedern                                                                                                | Verbundlenkerachse, Schraubenfedern                                                                                                | Verbundlenkerachse, Schraubenfedern                                                                                                | Verbundlenkerachse, Schraubenfedern                                                                                                |
| Bremsen                           | Scheibenbremsen vorne und Hinten, Bremskraftverstärker, ABS, a.w. ESP                                                              | Scheibenbremsen vorne und Hinten, Bremskraftverstärker, ABS, a.w. ESP                                                              | Scheibenbremsen vorne und Hinten, Bremskraftverstärker, ABS, a.w. ESP                                                              | Scheibenbremsen vorne und Hinten, Bremskraftverstärker, ABS, a.w. ESP                                                              | Scheibenbremsen vorne und Hinten, Bremskraftverstärker, ABS, a.w. ESP                                                              | Scheibenbremsen vorne und Hinten, Bremskraftverstärker, ABS, a.w. ESP                                                              | Scheibenbremsen vorne und Hinten, Bremskraftverstärker, ABS, a.w. ESP                                                              | Scheibenbremsen vorne und Hinten, Bremskraftverstärker, ABS, a.w. ESP                                                              | Scheibenbremsen vorne und Hinten, Bremskraftverstärker, ABS, a.w. ESP                                                              | Scheibenbremsen vorne und Hinten, Bremskraftverstärker, ABS, a.w. ESP                                                              | Scheibenbremsen vorne und Hinten, Bremskraftverstärker, ABS, a.w. ESP                                                              |
| Lenkung                           | Zahnstangenlenkung, Servo | Zahnstangenlenkung, Servo | Zahnstangenlenkung, Servo | Zahnstangenlenkung, Servo | Zahnstangenlenkung, Servo | Zahnstangenlenkung, Servo | Zahnstangenlenkung, Servo | Zahnstangenlenkung, Servo | Zahnstangenlenkung, Servo | Zahnstangenlenkung, Servo | Zahnstangenlenkung, Servo |
| Karosserie                        | Stahlblech, selbsttragend | Stahlblech, selbsttragend | Stahlblech, selbsttragend | Stahlblech, selbsttragend | Stahlblech, selbsttragend | Stahlblech, selbsttragend | Stahlblech, selbsttragend | Stahlblech, selbsttragend | Stahlblech, selbsttragend | Stahlblech, selbsttragend | Stahlblech, selbsttragend |
| Spurweite vorn/hinten             | 1505/1485 mm | 1505/1485 mm | 1505/1485 mm | 1505/1485 mm | 1505/1485 mm | 1505/1485 mm | 1505/1485 mm | 1505/1485 mm | 1505/1485 mm | 1505/1485 mm | 1505/1485 mm |
| Radstand                          | 2515 mm | 2515 mm | 2515 mm | 2515 mm | 2515 mm | 2515 mm | 2515 mm | 2515 mm | 2515 mm | 2515 mm | 2515 mm |
| Abmessungen                       | 413 cm × 172 cm × 150 cm | 413 cm × 172 cm × 150 cm | 413 cm × 172 cm × 150 cm | 413 cm × 172 cm × 150 cm | 413 cm × 172 cm × 150 cm | 413 cm × 172 cm × 150 cm | 413 cm × 172 cm × 150 cm | 413 cm × 172 cm × 150 cm | 413 cm × 172 cm × 150 cm | 413 cm × 172 cm × 150 cm | 413 cm × 172 cm × 150 cm |
| Leergewicht (Limousine)           | 1180 kg | 1210 kg | 1200 (Aut. 1240) kg | 1220 (Aut. 1290) kg | 1230 (Aut. 1255) kg | 1245 (Aut. 1255) kg | 1325 kg | 1515 kg | 1250 (Aut. 1275) kg | 1290 kg | 1290 kg |
| Leergewicht (Cabriolet)           | 1275 kg | – | 1300 kg | 1390 (Aut. 1410) kg | – | 1335 (Aut. 1345) kg | – | – | – | – | 1350 kg |
| Höchstgeschwindigkeit (Limousine) | 161 km/h | 178 km/h | 179 (Aut. 175) km/h | 203 (Aut. 199) km/h | 185 (Aut. 182) km/h | 185 (Aut. 182) km/h | 211 km/h | 225 km/h | 171 (Aut. 168) km/h | 178 km/h | 180 km/h |
| Höchstgeschwindigkeit (Cabriolet) | 160 km/h | – | 178 km/h | 202 km/h | – | 184 (Aut. 181) km/h | – | – | – | – | 179 km/h |
| 0–100 km/h (Limousine)            | 14,6 s | 11,7 s | 11,6 (Aut. 13,2) s | 8,7 (Aut. 9,5) s | 10,9 (Aut. 12,9) s | 10,9 (Aut. 12,9) s | 8,7 s | 6,7 s | 13,1 (Aut. 14,4) s | 12,4 s | 11,5 s |
| 0–100 km/h (Cabriolet)            | 15,6 s | – | 12,3 s | 9,3 s | – | 11,7 (Aut. 12,9) s | – | – | – | – | 12,0 s |